# Tomasz Stępień
Tomasz Paweł Stępień (ur. 25 grudnia 1969 w Warszawie) – polski duchowny rzymskokatolicki, filozof, profesor nauk humanistycznych. Profesor Uniwersytetu Kardynała Stefana Wyszyńskiego w Warszawie i Akademii Katolickiej w Warszawie. Zajmuje się starożytną i średniowieczną filozofią Boga, antropologią filozoficzną i angelologią. Podejmuje też tematykę związaną z Bożą Opatrznością.

## Życiorys
Studia doktoranckie rozpoczął w 1995 roku na wydziale Filozofii Chrześcijańskiej Akademii Teologii Katolickiej (ATK) w Warszawie. Doktorat nt. Jednia i egzystencja. Filozoficzne aspekty egzystencjonalne w „Traktatach teologicznych o Trójcy Świętej” Mariusza Wiktoryna obronił rok później. Rozprawę habilitacyjną obronił na UKSW, gdzie pełnił funkcję kierownika Katedry Filozoficznych Podstaw Teologii. 11 maja 2020 uzyskał tytuł profesora w dziedzinie nauk humanistycznych.
W latach 2010–2013 pełnił funkcję wicerektora w Wyższym Metropolitalnym Seminarium Duchownym w Warszawie.

## Wybrane publikacje
- Nagość Adama, Warszawa 1995, ISBN 83-86535-06-7.
- Jednia i egzystencja: Filozoficzne aspekty egzystencjalne w Traktatach Teologicznych o Trójcy Świętej Mariusza Wiktoryna, Warszawa 1998, ISBN 83-906242-1-4.
- Podstawy tomistycznego rozumienia człowieka, Warszawa 2003, ISBN 83-87802-74-3.
- Pseudo-Dionizy Areopagita. Chrześcijanin i platonik: polemiczne aspekty pism Corpus Dionysiacum w kontekście mowy św. Pawła na Areopagu (Dz 17, 22-31), Warszawa 2010, ISBN 978-83-60335-77-2.
- Wprowadzenie do antropologii filozoficznej św. Tomasza z Akwinu, Warszawa 2013, ISBN 978-83-63476-03-8.
- Doktor Anielski o aniołach, Warszawa 2014, ISBN 978-83-938973-0-8.